# نادي جومو كوزموز
نادي جومو كوزموز هو نادي كرة قدم جنوب أفريقي أٌسس عام 1983. يلعب النادي في National First Division ‏.

## الإنجازات
- Telkom Knockout

2002، 2003، 2005
- كأس Nedbank

1990
- NSL

1987
- دوري الدرجة الثانية

1994